# Dolní Nětčice
Dolní Nětčice település Csehországban, Přerovi járásban. Dolní Nětčice Horní Nětčice, Týn nad Bečvou, Žákovice, Paršovice és Soběchleby településekkel határos. Lakosainak száma 259 fő (2024. január 1.).

## Népesség
A település lakosságának változását az alábbi diagram mutatja:
| Lakosok száma | 350  | 372  | 427  | 438  | 372  | 302  | 247  | 249  | 261  | 259  |
|               | 1869 | 1890 | 1921 | 1950 | 1980 | 2001 | 2017 | 2019 | 2022 | 2024 |